# 에밀리아어
에밀리아어(Emilian)는 갈로이탈리아어군의 에밀리아로마냐어 방언연속체에 속하는 방언군 내지 언어이다. 이탈리아 북부의 에밀리아로마냐주 서부를 이루는 역사적 지역인 에밀리아(Emilia) 지방에서 사용된다.
표준화되지 않은 방언군으로, 각 지역의 레조 방언, 볼로냐 방언, 파르마 방언, 모데나 방언 등 다양한 방언들로 이루어져 있다. 역사적, 지리적 단편화로 인해 방언 분화가 심하여 "에밀리아어"라는 통합된 코이네의 실체가 존재하는지도 의문시되는 경우가 있다.

## 음운

### 닿소리
|                |        | 입술소리 | 치음 | 치경음 | 후치경음/ 경구개음 | 연구개음 |
| -------------- | ------ | -------- | ---- | ------ | ------------------ | -------- |
| 비음           | 비음   | m        |      | n      | ɲ                  | ŋ        |
| 파열음/ 파찰음 | 무성음 | p        | t    |        | tʃ                 | k        |
| 파열음/ 파찰음 | 유성음 | b        | d    |        | dʒ                 | ɡ        |
| 마찰음         | 무성음 | f        | θ    | s      |                    |          |
| 마찰음         | 유성음 | v        | ð    | z      |                    |          |
| 유음           | 설측음 |          |      | l      | ʎ                  |          |
| 유음           | R음    |          |      | r      |                    |          |
| 반모음         | 반모음 |          |      |        | j                  | w        |

### 홀소리
|        | 전설   | 전설   | 중설  | 후설 | 후설  |
| 비원순 | 원순   | 비원순 | 중설  | 원순 |       |
| ------ | ------ | ------ | ----- | ---- | ----- |
| 고모음 | i , iː | y      |       |      | u, uː |
| 중모음 | e, eː  | ø      | ə     |      | o oː  |
| 중모음 | ɛ, ɛː  | œ      | ə     | ʌ    | ɔ, ɔː |
| 저모음 | æ      |        | a, aː |      |       |

## 같이 보기
- 로마냐어